# Ванискеди
Ванискеди (груз. ვანისქედი) — село в Грузии, на территории Озургетского муниципалитета края (мхаре) Гурия.

## География
Село находится в западной части Грузии, к северу от реки Бахвисцкали, на расстоянии приблизительно 12 километров (по прямой) к востоку от города Озургети, административного центра муниципалитета. Абсолютная высота — 426 метров над уровнем моря.

## Население
По результатам официальной переписи населения 2014 года, в Ванискеди проживало 215 человек (103 мужчины и 112 женщин). В национальной структуре населения грузины составляли 99,1 %, армяне — 0,45 %, русские — 0,45 %.
| Год  | Население, человек |
| ---- | ------------------ |
| 2002 | 335                |
| 2014 | ↘ 215              |